# John Hay, 2. Baronet

Wappen des Sir James Hay, 2. Baronet

Sir John Hay, 2. Baronet († um 1659) war ein schottischer Adliger und Politiker.

## Leben
Er entstammte einer Nebenlinie des Clan Hay und war der ältere Sohn des James Hay, 1. Baronet († 1628), Gutsherr von Smithfield in Peeblesshire.
Beim Tod seines Vaters erbte er dessen Adelstitel als 2. Baronet, of Smithfield, und 1000 £, allerdings fielen alle Ländereien seines Vaters an seinen jüngeren Bruder William Hay. Der Hintergrund dieser Erbregelung liegt womöglich in der Regelung von erheblichen Schulden, die sein Vater im Rahmen von erfolglosen Investitionen in die Erschließung und Besiedelung der Kolonie Nova Scotia hinterließ.
Als er um 1659 starb, hinterließ einen ehelichen Sohn, James Hay (1652–um 1683), der ihm als 3. Baronet nachfolgte und der beim kinderlosen Tod des William Hay auch das Gut Smithfield in Peeblesshire nebst dazugehörigen Ländereien erbte.